# Santa Clara (Ponta Delgada)
Santa Clara é uma freguesia portuguesa do município de Ponta Delgada, na ilha de São Miguel, Região Autónoma dos Açores, com 2,3 km² de área e 2804 habitantes (censo de 2021). A sua densidade populacional é 1 219,1 hab./km².
A freguesia foi criada em julho de 2002, por divisão da freguesia de São José.

## Demografia
A população registada nos censos foi:
| Distribuição da População por Grupos Etários | Distribuição da População por Grupos Etários | Distribuição da População por Grupos Etários | Distribuição da População por Grupos Etários | Distribuição da População por Grupos Etários |
| -------------------------------------------- | -------------------------------------------- | -------------------------------------------- | -------------------------------------------- | -------------------------------------------- |
| Ano                                          | 0-14 Anos                                    | 15-24 Anos                                   | 25-64 Anos                                   | > 65 Anos                                    |
| 2011                                         | 414                                          | 392                                          | 1742                                         | 423                                          |
| 2021                                         | 324                                          | 279                                          | 1646                                         | 555                                          |

### Lista de Presidentes da Junta de Freguesia:
- Luís Cabral (2005-2009);
- Ricardo Leite (2009-2013);
- António do Espírito Santo Medeiros Cabral (2013-atual).

### Lista de Presidentes de Assembleia de Freguesia:
- Mário Abrantes (2005-2009);
- Luís Cabral (2009-2013);
- João Manuel Moniz Pacheco de Melo (2013-atual).